# 크리바팔란카시

크리바팔란카 시의 위치

크리바팔란카시(마케도니아어: Општина Крива Паланка)는 마케도니아 공화국 북동부에 위치한 지방 자치체로 행정 중심지는 크리바팔란카이며 면적은 480.81km2, 인구는 20,820명(2002년 기준)이다. 북쪽으로는 세르비아, 동쪽으로는 불가리아와 국경을 접하며 서쪽으로는 란코프체 시, 남쪽으로는 마케돈스카카메니차 시와 크라토보 시, 코차니 시와 접한다.